# ソユーズMS-27
ソユーズ MS-27は2025年4月8日にバイコヌール宇宙基地から国際宇宙ステーションに向けて打ち上げられたロシアのソユーズの有人飛行。宇宙船はソユーズ 2.1aロケット先端に搭載されてロスコスモスのセルゲイ・リジコフとアレクセイ・ズブリツキイ、NASAのジョニー・キムの3名のクルーをステーションに輸送した。

## ミッション
RKKエネルギアが組み立てたソユーズMS-27宇宙船は、ロシアのコロリョフにある同社の製造施設から鉄道でカザフスタンのバイコヌール宇宙基地に輸送され、2024年12月に到着した。最終試験と加工は2025年1月中旬に開始された⁠。
一方、ソユーズ2.1aロケットの部品は、ロシアのサマーラにあるRTKsプログレスで製造され、鉄道でバイコヌール宇宙基地に輸送され、1月末までに組み立てが開始された
宇宙船の最終準備は3月上旬に再開された。3月24日、正クルーと予備クルーの両方がソコル打ち上げ・突入服のフィットチェックを実施し、飛行準備が整った宇宙船内で慣熟訓練を行った。3月25日に推進剤の充填が完了し、その後すぐに貨物の積み込みが行われた。3月27日、ソユーズ MS-27はロケットアダプターと結合された⁠。
4月2日には追加の乗組員訓練が行われ、第73次長期滞在クルーは完全に組み立てられたソユーズ MS-27内で最後の搭乗訓練を完了した。翌日、宇宙船を含むペイロードセクションは加工施設から31/6番射点のロケット組立棟に輸送され、そこでソユーズ2.1aロケットと統合された。統合は4月4日に完了した。4月5日の朝、完全に組み立てられたロケットは31/6番射点の発射台へとロールアウトされた。ロケットには第二次世界大戦終結80周年を記念するデカールが貼られた。
3日後の4月8日 05:47:15 UTCに、ソユーズ MS-27は予定通り、ソユーズ2.1aロケットに搭載され、バイコヌール宇宙基地から打ち上げられた。8分49秒の上昇の後、第3段エンジンが停止し、ソユーズ MS-27は3秒後に初期軌道に切り離された。宇宙船は高速ランデヴーを行い、打ち上げからわずか3時間10分28秒後の08:57:43 UTCにプリチャルモジュールの天底側ポートにドッキングすることに成功した。クルーは09:28 UTCにISSに入った。

## クルー

### 正クルー
| 地位               | 乗組員                                                                       | 乗組員                                                                       |
| ------------------ | ---------------------------------------------------------------------------- | ---------------------------------------------------------------------------- |
| 指揮官             | セルゲイ・リジコフ, ロスコスモス 第72次/第73次長期滞在 3回目の宇宙飛行       | セルゲイ・リジコフ, ロスコスモス 第72次/第73次長期滞在 3回目の宇宙飛行       |
| フライトエンジニア | アレクセイ・ズブリツキイ, ロスコスモス 第72次/第73次長期滞在 1回目の宇宙飛行 | アレクセイ・ズブリツキイ, ロスコスモス 第72次/第73次長期滞在 1回目の宇宙飛行 |
| フライトエンジニア | ジョニー・キム, NASA 第72次/第73次長期滞在 1回目の宇宙飛行                   | ジョニー・キム, NASA 第72次/第73次長期滞在 1回目の宇宙飛行                   |

### 予備クルー
| 地位               | 乗組員                                       | 乗組員                                       |
| ------------------ | -------------------------------------------- | -------------------------------------------- |
| 指揮官             | セルゲイ・クド＝スヴェルチコフ, ロスコスモス | セルゲイ・クド＝スヴェルチコフ, ロスコスモス |
| 操縦士             | セルゲイ・ミカエフ, ロスコスモス             | セルゲイ・ミカエフ, ロスコスモス             |
| フライトエンジニア | クリストファー・ウィリアムズ, NASA           | クリストファー・ウィリアムズ, NASA           |